# Новомиколаївка (Перекопський район)
Новомикола́ївка (крим. Büyük Mamçıq) — село Перекопського району Автономної Республіки Крим.
Розташоване на півдні району.
Відстань від райцентру до населеного пункта становить 19 кілометрів по прямій.

## Історія
В останній період Кримського ханства Буюк-Мамчик входив до кадилика Кирп Баул Перекопського каймаканства, перша документальна згадка села зустрічається в Камеральному Описі Криму… 1784 року.
Наприкінці XIX століття на цьому місці з'являється переселенчеська колонія Ново-Миколаївка.